# Цеев, Эдуард Кушукович
Эдуард Кушукович Цеев (род. 4 августа 1966, Майкоп, Адыгейская автономная область, Краснодарский край, РСФСР, СССР) — советский и российский военный деятель, заместитель командира парашютно-десантного батальона 108-го гвардейского парашютно-десантного полка 7-й гвардейской воздушно-десантной дивизии, гвардии майор. Герой Российской Федерации.

## Биография

### Ранние годы
Родился 4 августа 1966 года в Майкопе в семье рабочего. По национальности — адыг. Окончил 8 классов 22-й Майкопской средней школы (ныне гимназии), носящей имя 10-й гвардейской казачьей кавалерийской Кубанско-Слуцкой Краснознамённой орденов Суворова, Кутузова и Богдана Хмельницкого дивизии, в 1985 году — Майкопский сельскохозяйственный техникум. В 1986 году окончил Майкопскую объединённую техническую школу (ныне Майкопская ОТШ ДОСААФ России) Региональное отделение ДОСААФ России Республики Адыгея. Работал трактористом в Гавердовском госплемобъединении.

### Служба в армии
В Советской Армии с 23 октября 1986 года. В 1990 году окончил Рязанское высшее воздушно-десантное командное училище имени Ленинского комсомола. Служил в Воздушно-десантных войсках командиром взвода, заместителем командира и командиром роты в 345-м гвардейском парашютно-десантном полку, заместителем командира батальона. Участвовал в выполнении специальных заданий в Абхазии, Дагестане и контртеррористической операции в Чечне.
7 августа 1999 года свыше 500 боевиков под предводительством Шамиля Басаева и Хаттаба вторглись в Дагестан. Разоружив по пути милиционеров и захватив без всякого сопротивления горные села Ансалта, Рахата, Шадрота, они намеревались продвигаться к районному центру Ботлиху.
Получив информацию о сосредоточении чеченских боевиков вдоль дагестанской границы на ботлихском направлении, по приказу командования 3-й парашютно-десантный батальон гвардии майора С. В. Костина в 5 часов 30 минут утра 5 августа выступил из Каспийска в составе войсковой манёвренной группы и, совершив 200-километровый труднейший марш по горным дорогам в условиях ненастной погоды и преодолев при этом 4 перевала и 88 серпантинов, к вечеру 7 августа подошёл в Ботлиху, закрепившись на его юго-западной окраине и упредив тем самым боевиков на 12 часов. Вступить в бой с десантниками боевики не решились.
11 августа 1999 года майор С. В. Костин получил приказ во главе штурмовой группы (на базе батальона были созданы три штурмовые группы, каждая из которых имела свою задачу) в составе 1-й парашютно-десантной роты капитана Д. Сергеева, разведывательного и инженерно-саперного взводов, расчётов АГС-17 («Пламя») и миномётов овладеть господствующей над местностью высотой «Ослиное ухо», закрепиться на ней и обеспечить корректирование ударов нашей авиации и огня артиллерии по позициям боевиков в селах Ансалта, Рахота, Шадрота. Заместитель командира батальона гвардии майор Э. К. Цеев со взводом десантников оставался в резерве, находясь в готовности прийти на помощь штурмовой группе.
Штурмовая группа под покровом темноты скрытно выдвинулась к высоте и в 5 часов 30 минут утра 12 августа начала её штурм. Как выяснилось, высоту обороняли около 200 боевиков. Обнаружив десантников, они открыли яростный огонь. Продвижение десантников осложнялось ещё и тем, что накануне прошёл двухчасовой ливень, значительно усложнив условия подъёма. Но, несмотря на все трудности, десантники достигли вершины высоты и в 9 часов утра решительной атакой выбили боевиков с занимаемых позиций. Боевики контратаковали и завязался ожесточённый бой. Находясь под шквальным огнём миномётов, гранатомётов и снайперских групп, гвардейцы-десантники отразили шесть яростных контратак, нередко переходивших в рукопашные схватки. Противник нёс потери, отступал, но, подтянув дополнительные силы, продолжал попытки выбить федеральные войска с высоты. Потери в личном составе и заканчивающиеся боеприпасы делали положение защитников высоты критическим.

### Подвиг
В 11 часов 30 минут замкомбата гвардии майор Э. К. Цеев получил приказ во главе резерва вылететь на вертолёте в район «Ослиного уха». Майор Э. К. Цеев приземлился у подножия высоты и с ходу повёл своих воинов в бой. Прорвав боевые порядки боевиков, он присоединился к основным силам штурмовой группы как раз в тот момент, когда боевики шли в очередную свою атаку. Появление майор Цеева с подкреплением и боеприпасами подняло у десантников боевой дух и они продолжали сражаться с ещё большей яростью. В результате прямого попадания мины в окоп, где располагался командно-наблюдательный пункт группы, погиб комбат майор С. В. Костин. Тогда Цеев принял командование отрядом на себя.
В 13 часов 10 минут, усилив снайперский, миномётный и гранатомётный огонь, боевики пошли в очередную свою атаку, заходя с флангов. Оценив обстановку и отдав приказ на отражение атаки, сам Цеев с группой бойцов, составлявших резерв, скрытно обошёл боевиков с левого фланга и, выждав удобный момент, устремился в атаку, открыв ураганный огонь и забрасывая их гранатами. Застигнутые врасплох, боевики не смогли оказать сопротивления и откатились назад, оставив на поле боя 9 уничтоженных гранатомётчиков, одного снайпера и артиллерийского наводчика. В ходе боя Цеев был контужен, но из строя не выбыл и продолжал руководить боем группы.
Вскоре, придя в себя, боевики вновь бросились в очередную атаку. Проявляя исключительное мужество и отвагу, Цеев постоянно находился в боевых порядках подразделений, появляясь там, где было наиболее опасно и трудно. Как и прежде, не добившись своей цели, боевики вынуждены были откатиться назад, но продолжали пытаться овладеть высотой. В критические моменты боя Цеев вызывал огонь артиллерии вплотную к позициям, куда просачивались бандиты. Артиллеристы и миномётчики точными залпами накрывали указанные им цели и отсекали боевиков, заставляя их отступить.
Во время отражения одной из таких атак, в 14 часов 30 минут, Цеев получил приказ оставить высоту и отойти на заранее подготовленный рубеж, который находился на удалении 800—1000 метров от высоты. Отход Цеев начал в тот момент, когда боевики, получив отпор, откатились на исходные позиции. Умело маневрируя и сдерживая перекатами натиск боевиков, бросившихся в преследование, он не только вывел штурмовую группу в указанный район без потерь, но и вынес с поля боя всех убитых и раненых, которых было соответственно 7 и 22. Сам при этом Цеев нёс на себе комбата Костина. В результате боя более сотни боевиков были убиты, но потери гвардейцев также были высоки, составив 25 человек убитыми и 115 — ранеными, а штурм высоты закончился неудачей и отходом российских войск на исходные позиции.
За этот подвиг, проявленный на горе «Ослиное ухо», командир 3-го парашютно-десантного батальона гвардии майор Костин (посмертно) и его заместитель гвардии майор Э. К. Цеев были удостоены звания Героя Российской Федерации. Многие гвардейцы также получили государственные награды.

### После армии
В ноябре 2000 года по состоянию здоровья Э. К. Цеев уволен в запас в звании майора. Живёт и работает в Майкопе. Проводит большую работу по подготовке к службе молодого пополнения и военно-патриотическую работу молодёжи.
На данный момент является заместителем председателя Государственного совета — Хасэ Республики Адыгея.

## Награды
- Медаль «Золотая Звезда»[2]
- Орден «За личное мужество»
- Медаль «Слава Адыгеи» (5 мая 2015) — за особые заслуги перед Республикой Адыгея и многолетнюю
- Медаль ордена «За заслуги перед Отечеством» 2-й степени (6 января 1999)
- Медаль «За отличие в военной службе» 3-й степени (сентябрь 1997)
- Почётная награда — медаль «Герой России Сергей Костин»[3]